# Aristocypha hilaryae
Aristocypha hilaryae – gatunek ważki z rodziny Chlorocyphidae. Zamieszkuje północną połowę Mjanmy; w 1983 roku stwierdzony w stanie Arunachal Pradesh w północno-wschodnich Indiach, prawdopodobnie występuje też w prowincji Junnan w południowych Chinach.